# Municipio de Sugar Creek (condado de Vigo)
El municipio de Sugar Creek (en inglés: Sugar Creek Township) es un municipio ubicado en el condado de Vigo en el estado estadounidense de Indiana. En el año 2010 tenía una población de 7153 habitantes y una densidad poblacional de 60,37 personas por km².

## Geografía
El municipio de Sugar Creek se encuentra ubicado en las coordenadas 39°27′55″N 87°28′56″O / 39.46528, -87.48222. Según la Oficina del Censo de los Estados Unidos, el municipio tiene una superficie total de 118.48 km², de la cual 114,42 km² corresponden a tierra firme y (3,43 %) 4,07 km² es agua.

## Demografía
Según el censo de 2010, había 7153 personas residiendo en el municipio de Sugar Creek. La densidad de población era de 60,37 hab./km². De los 7153 habitantes, el municipio de Sugar Creek estaba compuesto por el 97,72 % blancos, el 0,34 % eran afroamericanos, el 0,35 % eran amerindios, el 0,48 % eran asiáticos, el 0,21 % eran de otras razas y el 0,91 % eran de una mezcla de razas. Del total de la población el 1,1 % eran hispanos o latinos de cualquier raza.